# Туризм у Камбоджі
Туризм є однією з найважливіших галузей економіки Камбоджі. Відновлення економіки країни після громадянської війни призвело до відновлення туристичної галузі і збільшенню потоку іноземних туристів. Самобутня культурна спадщина Камбоджі в поєднанні з традиціями і теплим кліматом приваблює туристів з усього світу.
Камбоджа має площу 181 035 квадратних кілометрів у південно-західній частині півострова Індокитай, близько 20 відсотків якої використовується для сільського господарства. Він повністю лежить у межах тропіків, а його південна більшість точок трохи більше ніж на 10° вище екватора. Столиця країни — Пномпень.
Міжнародні кордони поділяються з Таїландом і Лаоською Народно-Демократичною Республікою на заході і півночі, а також з Соціальною Республікою В'єтнам на сході і південному сході. Країна обмежена на південному сході Сіамською затокою. У порівнянні з сусідами, Камбоджа є географічною контактною країною, що адміністративно складається з 20 провінцій, три з яких мають відносно короткі морські кордони, 2 муніципалітети, 172 райони і 1547 комун. Країна має берегову лінію протяжністю 435 км і великі мангрові насадження, деякі з яких відносно непорушені.
Домінуючими рисами камбоджійського ландшафту є велике, майже зазвичай розташоване, Тонлесап (Велике озеро) і річкові системи Бассак і річка Меконг, яка перетинає країну з півночі на південь. Центральні рівнини, які займали три чверті площі країни, оточують більш густо вкриті лісами і малонаселені високогір'я, що включають: Слонові гори і Кардамонову гору південно-західних і західних районів; гори Дангрек на півночі, що примикають до плато Корат у Таїланді; і плато Раттанакірі і нагір'я Чхлунг на сході, що зливаються з Центральним нагір'ям В'єтнаму.

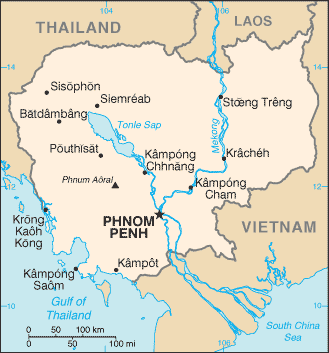
Фізична карта Камбоджі

## Історія
Туризм у Камбоджі бере початок з часів, коли на початку XII століття королем Сурьяварманом II був побудований Ангкор-Ват. Однак у ці давні часи поняття туризму, як ми знаємо його сьогодні, не існувало. Храми Ангкору були переважно релігійними місцями.
У XIX столітті Камбоджа потрапила під французьке колоніальне панування. Французька колоніальна адміністрація зіграла вирішальну роль у просуванні Ангкор-Вата та інших храмів як туристичних місць.
У 1907 році Ангкор було повернуто до Камбоджі з Таїланду École Française d'Extrême-Orient (EFEO) почала реставрацію та вивчення храмів Ангкор, зробивши їх більш доступними та привабливими для туристів. Перший значний приплив західних туристів почався в 1920-1930-х роках, чому сприяло покращення транспортного сполучення, зокрема будівництво залізниць і доріг французами.
Камбоджа отримала незалежність від Франції в 1953 році. У 1950-1960-х роках країна пережила короткий період миру та процвітання, а туризм продовжував розвиватися скромно. Пномпень, столиця, і прибережні райони, такі як Сіануквіль, стали популярними напрямками поряд з Ангкором.
Піднесення режиму червоних кхмерів у 1975 році призвело до руйнівного періоду для Камбоджі. Країна була значною мірою закрита для зовнішнього світу, а індустрія туризму зупинилася. Правління червоних кхмерів призвело до руйнування інфраструктури, зокрема готелів і доріг, і загибелі незліченної кількості людей, що призвело до жахливого стану країни.
Після падіння режиму червоних кхмерів у 1979 році Камбоджа розпочала тривалий процес відновлення. Проте протягом 1980-х років країна залишалася нестабільною та майже недоступною для туристів. У 1990-х роках підписання Паризьких мирних угод у 1991 році та створення Тимчасового органу ООН у Камбоджі (UNTAC) у 1992 році допомогли досягти певної стабільності в країні. Відкриття Камбоджі для міжнародного туризму почалося серйозно в середині 1990-х років. У 1992 році храмовий комплекс Ангкор-Ват був включений до списку Всесвітньої спадщини ЮНЕСКО, що значно підвищило його світову популярність.
Початок 2000-х років ознаменувався періодом стрімкого зростання туризму. Камбоджійський уряд визнав потенціал туризму як головного економічного двигуна та почав інвестувати в інфраструктуру та маркетинг країни як туристичного напрямку. До 2010-х років Камбоджа щороку приваблювала мільйони іноземних відвідувачів. Основні визначні пам'ятки включали Ангкор-Ват, Пномпень, пляжі Сіануквіля та можливості екотуризму в таких районах, як Мондулкірі та Ратанакірі. Сучасний туристичний ландшафт

## Сільська місцевість

### Оздоровчий туризм
Охорона здоров'я в сільській місцевості Камбоджі описується як дуже проста, лікарні мають обмежені можливості та персонал. У разі серйозних медичних проблем необхідний транспорт до великого міста, а також рекомендується страхування евакуації. Існують ризики зараження малярією, гарячкою денге та хворобами, які передаються через їжу або воду, тому необхідні запобіжні заходи. Що стосується конкретно оздоровчого туризму, схоже, зосереджено увагу на розвитку екотуризму та залученні пацієнтів до акредитованих ГСГ постачальників медичних послуг23. Існує також дослідження поведінки під час подорожей з медичною метою в сільських районах Камбоджі, яке може дати більш детальну інформацію.

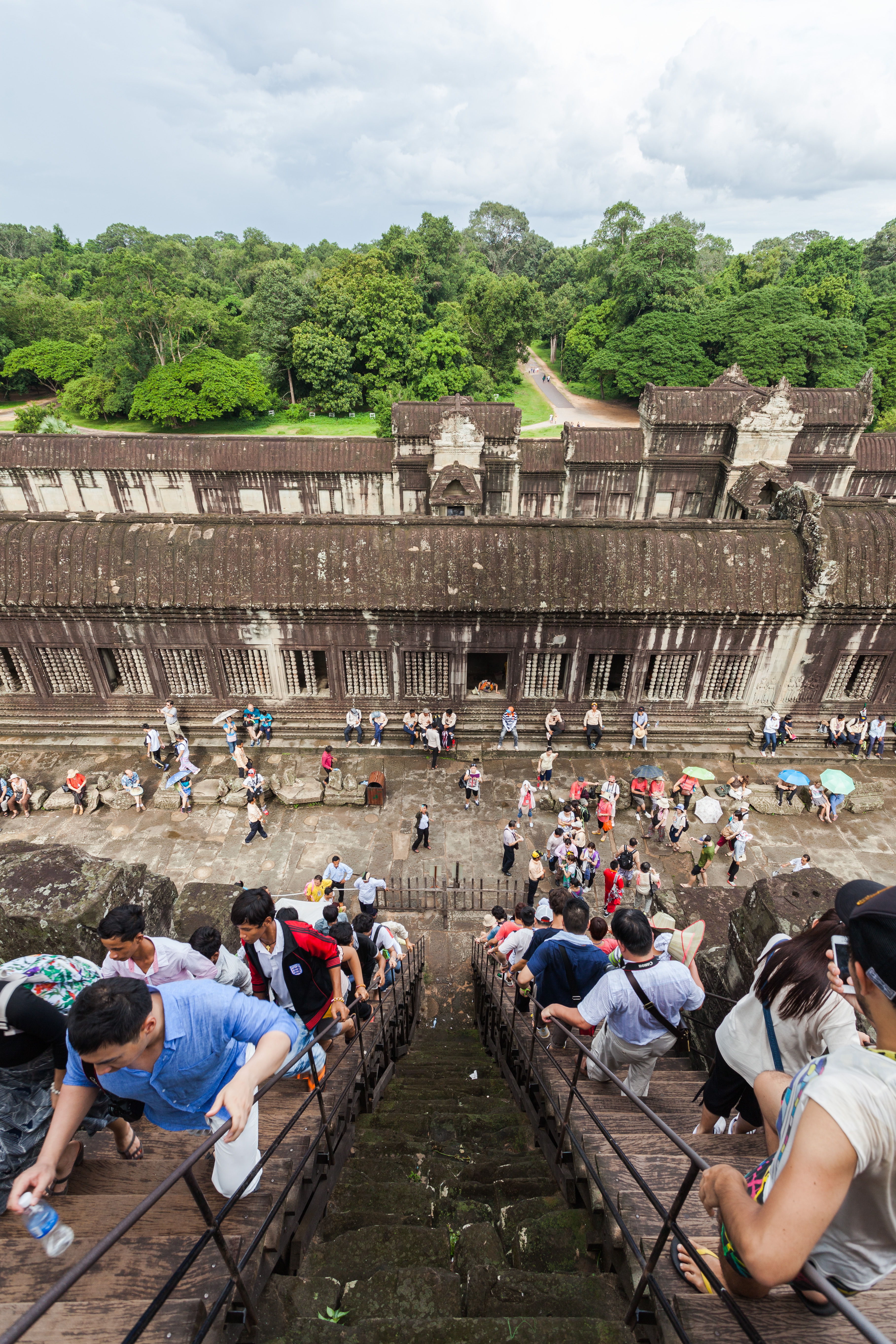
Ангкор-Ват

### Регіони
Камбоджу можна розділити на кілька регіонів і фізичних одиниць, зокрема:
- Низовини Меконгу та центральні рівнини: це включає столицю Пномпень, Кампонг Чам, Компонг Том і Крек.
-Східна Камбоджа: ця територія включає віддалені сільські райони та національні парки на схід від річки Меконг, включаючи Банлунг, Краті, Сен Монором і Стунг Тренг.
- Гори Кардамон і Елефант: розташовані на південний схід.
- Аннамітські Кордильєри: частини цього гірського масиву розташовані на північному заході.
- Озеро Тонлесап і його басейн: розташоване в центрі і на заході.
- Басейн річки Меконг: знайдено між Кордильєрами і Тонлесап.

### Найпопулярніші види туризму в Камбоджі:

#### Культурний туризм
У Камбоджі є наріжним каменем туристичної індустрії країни. Всесвітньо відомий археологічний парк Ангкор, де знаходиться храмовий комплекс Ангкор-Ват, є об'єктом Всесвітньої спадщини ЮНЕСКО і ключовою визначною пам'яткою для любителів культури. Відвідувачі зачаровані багатою кхмерською спадщиною Камбоджі, традиційними танцювальними виставами та місцевим декоративно-прикладним мистецтвом. Культурний туризм не лише сприяє національній ідентичності, а й сприяє розвитку громади та збереженню культури.

#### Історичний туризм
Значна історія Камбоджі, включаючи Кхмерську імперію, трагічну епоху червоних кхмерів і подальші зусилля з відновлення, приваблює людей яких цікавлять історії, та які прагнуть зрозуміти минуле нації. Поля смерті в Чоен Ек і Музей геноциду Туол Сленг у Пномпені є пронизливим нагадуванням про режим червоних кхмерів і дарують відвідувачам урочистий і освітній досвід. Історичний туризм відіграє життєво важливу роль у процесі примирення Камбоджі, зберігаючи колективну пам'ять і сприяючи емпатії.

#### Екотуризм
Багаті природні ресурси та різноманітні екосистеми Камбоджі сприяли розвитку екотуризму. Відвідувачів приваблюють незаймані національні парки країни, такі як Вірачей і Бокор, де вони можуть взяти участь у таких видах діяльності, як трекінг, спостереження за дикою природою та дослідження корінних громад. Ініціативи з екотуризму надають пріоритет збереженню навколишнього середовища, сталим засобам існування для місцевих громад і захисту видів, що знаходяться під загрозою зникнення, посилюючи прихильність Камбоджі до збереження навколишнього середовища

#### Пригодницький туризм
Країна пропонує такі види діяльності, як зіплайн, їзда на велосипеді по бездоріжжю та походи в джунглі, що дозволяє відвідувачам зануритися в природні чудеса Камбоджі, насолоджуючись пригодницькими заняттями. Пригодницький туризм сприяє диверсифікації туристичних пропозицій Камбоджі та залученню молодшої демографічної групи мандрівників, які шукають унікальних і захоплюючих вражень.

## Управління туризму в Камбоджі
Управління Туризму Камбоджі (Cambodia Tourism Authority, CTA) є центральним державним органом, відповідальним за розвиток і регулювання туристичної індустрії в Камбоджі. Основна мета CTA полягає у сприянні сталому розвитку туризму, збереженні культурної та природної спадщини країни, а також підвищенні її привабливості для іноземних і внутрішніх туристів.
- CTA розробляє національні стратегії та політики у сфері туризму, спрямовані на довгостроковий розвиток індустрії.
- Забезпечення інтеграції принципів сталого розвитку в усі аспекти туристичної діяльності.
- Організація та проведення міжнародних кампаній для просування туристичних визначних пам'яток Камбоджі.
- Участь у міжнародних туристичних виставках, ярмарках та конференціях для підвищення обізнаності про туристичні можливості Камбоджі
- Встановлення стандартів і регулюючих норм для туристичних послуг і закладів, таких як готелі, ресторани, туроператори та туристичні гіди.
- Сертифікація туристичних об'єктів і надання ліцензій для забезпечення якості послуг.

## Пам'ятки

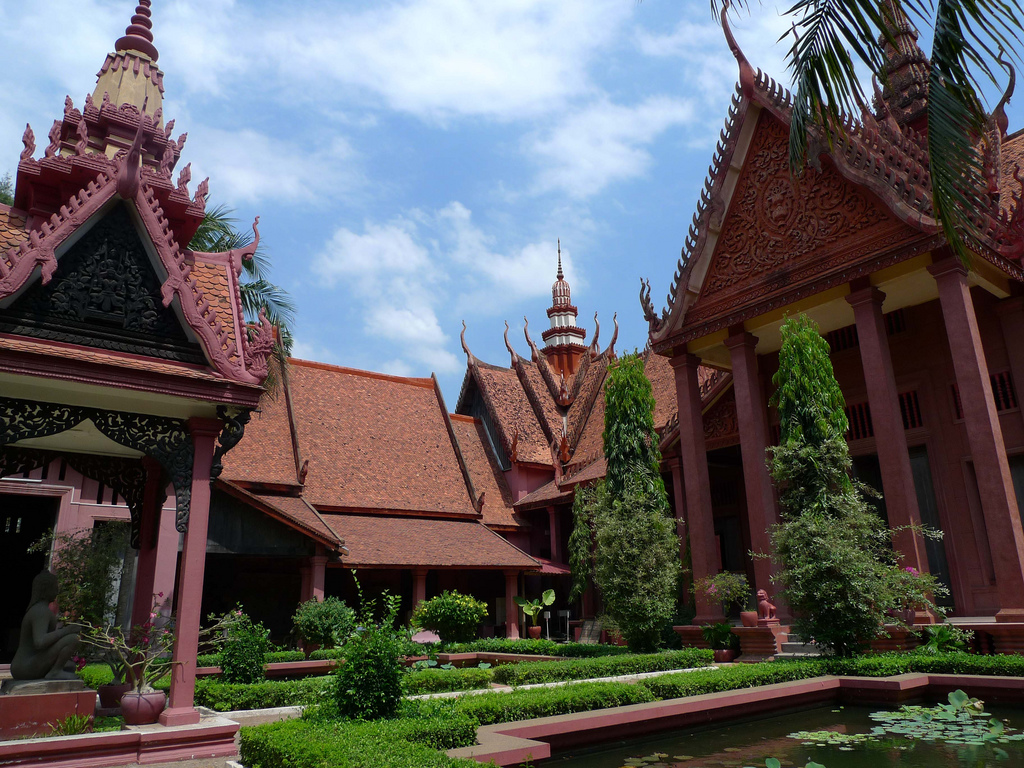
Національний музей Камбоджі

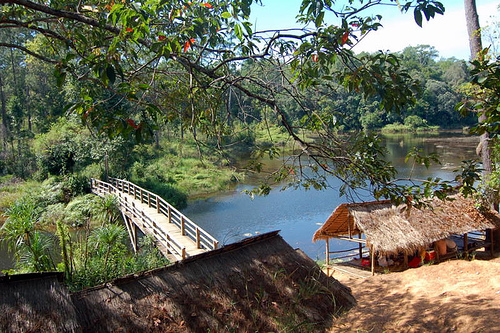
Національний парк Киріром

Головними визначними пам'ятками країни є:
- Ангкор — стародавнє місто, храмові комплекси Ангкор-Ват і Ангкор-Тхом;
- Національний музей КамбоджіБантеайсрей — храмовий комплекс, присвячений індуїстському богу Шиві;
- Кох-Кер — місто і стародавній храмовий комплекс в провінції Преахвіхеа;
- Срібна пагода в Пномпені;Національний парк Киріром Пляж Сіануквіль

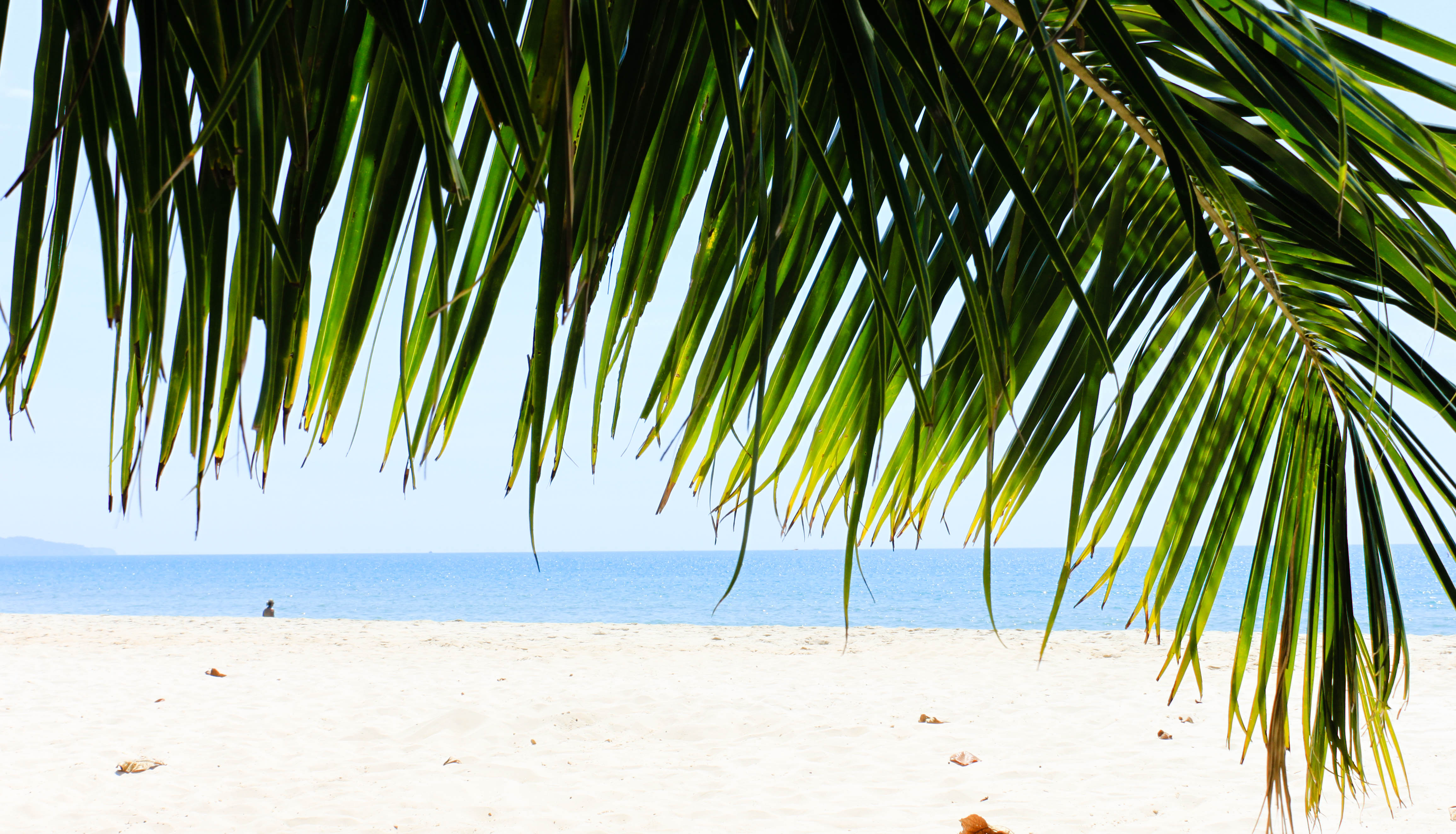
Пляж Сіануквіль

- Озеро Тонлесап
- Сіануквіль — місто-провінція, основний морський порт країни і пляжний курорт;
- Преахвіхеа — храмовий комплекс в однойменній провінції, присвячений богу Шиві;
- Сіемреап — місто, центр однойменної провінції, свого роду «туристична столиця» Камбоджі.
- Каеп — місто, центр однойменної провінції, в 1900-1960-ті роки був популярним курортом Kep-Sur-Mer французької та камбоджійської еліти. Відомий своєю кухнею з стравами із морепродуктів.

## Статистика
| Рік  | Число туристів | Зміна    | Примітки |
| ---- | -------------- | -------- | -------- |
| 2015 | 4,775,231      | ▲ 6,1 %  | [ 1 ]    |
| 2014 | 4,502,775      | ▲ 7,0 %  | [ 1 ]    |
| 2013 | 4,210,165      | ▲ 17,5 % | [ 2 ]    |
| 2012 | 3,584,307      | ▲ 24,4 % | [ 3 ]    |
| 2011 | 2,881,862      | ▲ 14,9 % | [ 4 ]    |
| 2010 | 2,508,289      | ▲ 16,0 % | [ 5 ]    |
| 2009 | 2,161,577      | ▲ 1,7 %  | [ 6 ]    |
| 2008 | 2,125,465      | ▲ 1,5 %  | [ 7 ]    |
| 2007 | 2,015,128      | ▲ 18,5 % | [ 8 ]    |
| 2006 | 1,700,041      | ▲ 19,6 % | [ 9 ]    |
| 2005 | 1,421,615      | ▲ 34,7 % | [ 10 ]   |
| 2004 | 1,055,202      | ▲ 50,5 % | [ 11 ]   |